# ミルクティー同盟

「ミルクティー同盟」の旗（旗の色は左から順にタイ式ミルクティー、香港式ミルクティー、台湾式ミルクティーを意味する。）

ミルクティー同盟（ミルクティーどうめい）は、香港、台湾（中華民国）、タイ王国、ミャンマーで起こっているネット上での民主化連帯運動である。もともとはインターネットミームであったが、SNSでの親中派の荒らしや中国の網軍ナショナリストの増加に伴い作成され 、東南アジアの民主主義と人権を推進する国際的抗議運動に発展した。また、中国との国境紛争を抱えるインドでも支持が広がっている。支持者のツイートでは「#MilkTeaAlliance」が用いられる。

## 経緯

「ミルクティー同盟」の地図（インドは多くの場面で同盟に協力的である。）

### #nnevvy騒動
2020年4月10日、タイの俳優、ワチラウィット・チワアリー（通称：ブライト）が自身のTwitterアカウントでタイの写真家が投稿した写真をリツイートした。この投稿には4つの「国」を示すタイ語キャプションが付けられていたが、うち1枚は香港で投稿されたものであった。これが中国のネチズンの目に留まった結果、香港独立を煽動する投稿であるとみなされた。ブライトは即座に投稿を撤回し、謝罪したものの、彼のガールフレンドのInstagramアカウントからも中国に否定的な投稿があったとして「炎上」状態になった。その後、ブライトのアカウントや「#nnevvy」タグには中国大陸からVPNでアクセス制限を突破して行われたと見られる誹謗中傷コメントが殺到した。その中にはタイの政治や経済を揶揄するものもあったが、タイのネチズンは政府や王室に批判的な者も多かったため、揶揄を逆手にとって自虐混じりのユーモアで応じた。

### #MilkteaAllianceタグ
タイのネチズンによる中国大陸のネチズンに対する対応は、トロール行為に悩まされていた香港・台湾のネチズンの励みとなり、「同盟」意識が生まれた。ブライトの投稿から3日後の2020年4月13日にはTwitterユーザーが行った「私たちはミルクティー同盟だ」が発端であると見られている。香港の民主活動家である黄之鋒は一連の「汎アジア的連帯」の可能性を示すものとして一連の経緯を歓迎した。しかし、COVID-19の流行による街頭行動の沈静化もあり、この時点では各地の社会運動と「ミルクティー同盟」を結びつける動きは弱かった。

### 汎アジア的政治連帯
香港では2020年5月末に国家安全維持法の導入が発表され、タイでは7月中旬からプラユット政権や王室を批判する学生中心のデモが組織された。これらの活動の中で、「ミルクティー同盟」への言及や相互支援の動きが見られた。タイのデモでは、ゲリラ的・流動的に行う「流水式」の手法や、催涙弾からの防御として雨傘を使用するなど戦術面での香港からの影響が指摘されている。10月中旬にタイ警察はデモ隊の強制排除に踏み切ったが、10月19日には香港のタイ領事館前で抗議デモが行われた。「ミルクティー同盟」はネット上の流行にとどまらず、反権威主義を掲げる活動家同士の国際的な連帯としてメディアに注目されるようになっていった
ミルクティー同盟という言葉は、初期の反北京的な用法から「東南アジア全体の変化を推進する抗議運動」へと変化したと評価された。また、『デイリー・テレグラフ』は、ミルクティー同盟を「地域の連帯の稀な瞬間」と評した。Pallabi Munsiは『OZY』に寄稿し、五毛党と小粉紅に立ち向かうミルクティー同盟を「中国のインターネット・トロールに立ち向かうアジアの義勇兵」と評している。

### ミャンマーの「加盟」
2021年2月にはミャンマーでミャンマー軍によるクーデターが起こり、国民民主連盟（NLD）による文民政権が打倒された。抗議デモ]でミャンマー市民は、香港と同じくレノン・ウォールや、ヘルメットや傘を用いた武装、そしてタイと同様に3本指サインをシンボルとして用いた。ミャンマーでは「ラペッイェ」（ビルマ語: လက်ဖက်ရည်）と呼ばれるミルクティーが飲まれており、活動家はミルクティー同盟との連帯を示すためにミルクティーの写真をソーシャルメディアに投稿した。タイや香港でもミャンマー市民に対する連帯の動きが見られた。香港では2021年3月に国安法違反で逮捕された民主活動家の裁判の際に裁判所周辺に集まったデモ隊が3本指サインを掲げ、「ミャンマーの人民に声援を」と呼びかけた。また、ソーシャルメディア上には反送中運動経験者が作成したとされる「The HK19 Manual」と呼ばれる戦術マニュアルが流通し、有志によりビルマ語に翻訳された。こうしてミャンマーの「加盟」により再びミルクティー同盟は活発となり、#nnevvy騒動から1年となる2022年4月にはTwitter社が公式にミルクティーの絵文字を作成してミルクティー同盟1周年を記念した。しかし、その頃には国民統一政府（NUG）や市民の武装組織である国民防衛隊（PDF）が結成されるなど、抗議運動を越えた域へと移行しており、ハッシュタグを通じた顕著な活動は行われなくなった。

## 名前の由来
東南アジアの多くの国で歴史的にミルクティーを飲むのに対し、中国では、紅茶を飲む際にミルクを用いないため東南アジアの人々は反中国連帯の象徴と見なしている。台湾、香港、タイ、ミャンマー、インドはそれぞれの国・地域がタピオカティー、香港式ミルクティー、チャーイェン、ラペイエ、チャイという独自のミルクティー文化を有している。

## 背景
タイでは、中国の抑圧に抵抗している香港と軍事的、経済的な威圧を受けている台湾を支持することで、タイの多数の民主化運動グループが統合されて中国批判が反権威主義のプラットフォームとなり、香港と台湾のTwitterユーザーがタイのTwitterユーザーと合流した。また、フィリピン、インド、マレーシア、インドネシア、ベラルーシ、イランでも影響力・支持を増している。その背景としては、インドは中国と国境紛争、フィリピン及びマレーシアは中国と南シナ海における領有権問題を抱えており、また、中国はインドネシアのナトゥナ諸島近海の領有権を主張していることがある。その他、フィリピンではロドリゴ・ドゥテルテ（反テロ法など）、ベラルーシではルカシェンコによる強権政治、イランでは「独裁政治体制」が維持されている。

## 評価
香港研究者の小栗（2024）は「ミルクティー同盟は、良くも悪くも、典型的なハッシュタグ時代の運動であったと総括することも可能である」と述べている。また、ミルクティー同盟を具体的な政治組織の形成へとつなげる意識は希薄であり、香港・タイ・ミャンマーのいずれにおいても直接的な制度変化につながる「成果」をあげることはできなかったとしながらも、何らかの教訓を引き出すこともおそらく可能であるとしている。